# Мала Мултанка
Ма́ла Мулта́нка (рос. Малая Мултанка) — річка в Удмуртії (Увинський район), Росія, права притока Уви.
Довжина річки становить 11 км. Бере початок на південний захід від присілку Питцам. Протікає на схід, а після присілку Помаскіно — на південний схід. Впадає до Уви нижче того ж таки присілка. Береги місцями заболочені та заліснені. Приймає декілька дрібних приток.
Над річкою розташовано присілок Помаскіно.